# Surafel Dagnachew
Surafel Dagnachew Mengistu (amh. ሱራፌል ዳኛቸው; ur. 11 września 1997 w Merti) – etiopski piłkarz grający na pozycji ofensywnego pomocnika. Od 2018 roku jest zawodnikiem klubu Fasil Kenema.

## Kariera klubowa
Swoją karierę piłkarską Surafel rozpoczął w klubie Adama City. W sezonie 2016/2017 zadebiutował w jego barwach w pierwszej lidze etiopskiej. W 2018 roku przeszedł do Fasil Kenema. W sezonie 2020/2021 wywalczył z nim mistrzostwo Etiopii.

## Kariera reprezentacyjna
W reprezentacji Etiopii Surafel zadebiutował 4 sierpnia 2019 roku w wygranym 4:3 meczu Mistrzostw Narodów Afryki 2020 z Dżibuti rozegranym w Dire Dawa. W 2022 roku został powołany do kadry na Puchar Narodów Afryki 2021. Rozegrał na nim trzy mecze grupowe: z Republiką Zielonego Przylądka (0:1), z Kamerunem (1:4) i z Burkiną Faso (1:1).